# دانييل أريزميندي
دانييل إنريكي أريزميندي مارتشان (بالإسبانية: Daniel Arismendi) (مواليد 4 يوليو 1982 في كومانا) لاعب كرة قدم فنزويلي دولي يجيد اللعب في خط الهجوم . يلعب حاليا لصالح نادي ديبورتيفو أنزواتيغوي الفنزويلي منذ 2010 .

## روابط خارجية
- دانييل أريزميندي على موقع قاعدة بيانات كرة القدم.إي يو (الإنجليزية)
- دانييل أريزميندي على موقع ناشيونال فوتبول تيمز (الإنجليزية)
- دانييل أريزميندي على موقع Soccerway.com (الإنجليزية)
- دانييل أريزميندي على موقع عالم كرة القدم.نت (الإنجليزية)
- دانييل أريزميندي على موقع كووورة